# Комиссарово (Харьковская область)
Комисса́рово (укр. Комісарове) — село в Ольховатской сельской общине Купянского района Харьковской области Украины.
Код КОАТУУ — 6321484013. Население по переписи 2001 г. составляет 86 (43/43 м/ж) человек.

## Географическое положение
Село Комиссарово находится в 2 км от села Пепельное, в 3 км от села Потихоново.

## История
- Дата основания - до 1860 года. Хутор Комисаров входил в приход Покровской церкви в селе Рубленом, о чем есть записи в метрических книгах.
- В 2016 году название села не было "декоммунизировано".
- До 17 июля 2020 года село входило в Ольховатский сельский совет, Великобурлукский район, Харьковская область.

## Экономика
- В селе при СССР была молочно-товарная ферма.

## Объекты социальной сферы
- Школа.